# Willi Henkelmann
Willi Henkelmann (* 25. Februar 1899 in Münster; † 2. Juli 1928 in Schleiz) war ein deutscher Motorradrennfahrer.

## Karriere
Der gebürtige Münsteraner Henkelmann war im Ersten Weltkrieg Kraftradmelder gewesen, hatte die Technik der damals jungen Kraftfahrzeuge erlernt, und hatte sich nach dem Krieg ins Ruhrgebiet bei einer großen Spedition als Mechaniker verpflichtet. Zuvor war ihm eine der wenigen nach dem Krieg noch verbliebenen Stellen als Kradmelder bei der Armee angeboten worden, jedoch wollte Henkelmann das Militär verlassen.
Der Wanne-Eickeler Willi Henkelmann begann seine Laufbahn in der ersten Hälfte der 1920er Jahre bei regionalen Motorradrennen, darunter auch Bergrennen und Zuverlässigkeitsfahrten, in seiner westfälischen Heimat.
Erstmals auf sich aufmerksam machte er als Privatfahrer bei der Eröffnung des Nürburgringes am 18. Juni 1927. Henkelmann belegte auf einer 175-cm³-DKW hinter den Werksfahrern Hans Sprung und Arthur Geiss den dritten Platz. Am folgenden Montag folgte er einer Einladung nach Zschopau, wo ihn Jørgen Skafte Rasmussen als Werksfahrer für den folgenden Großen Preis von Deutschland, der ebenfalls auf dem Nürburgring stattfand und in diesem Jahr gleichzeitig EM-Lauf war, engagierte.
Am Samstag, dem 2. Juli 1927, fanden die Rennen der drei kleineren Hubraumkategorien statt. Nach Anfangsproblemen bei der Eingewöhnung auf die Werksmaschine und einem schlechten Start holte Henkelmann auf. Er gewann auf der ARe 175 für viele unerwartet den über 14 Runden und eine Distanz von 396,2 Kilometern führenden Lauf der 175-cm³-Klasse und krönte sich damit zum Europameister 1927. Zweiter, mit einem Rückstand von eineinhalb Minuten, wurde der Pforzheimer Arthur Geiss, ebenso DKW-Werksfahrer. Den dritten Platz mit 13 Minuten Rückstand belegte Arthur Müller, der den DKW-Dreifachsieg perfekt machte. Für den sächsischen Hersteller war dies der erste Titelgewinn in der Geschichte der Motorrad-Europameisterschaft.
Beim folgenden Großen Preis von Belgien in Spa-Francorchamps belegte Henkelmann hinter Geiss im 175er-Rennen den zweiten Platz, danach folgten Podestplätze bei der Deutschen TT in Kolberg und beim Großen Preis von Österreich. Den Abschluss der erfolgreichen Saison 1927 bildeten für Henkelmann die Siege in den 175-cm³-Läufen des Schleizer Dreieckrennens und des Herbstrennens auf der Stuttgarter Solitude.
In die Saison 1928 startete Willi Henkelmann mit einem Sieg beim 250-cm³-Rennen auf der Berliner AVUS, wo er sich gegen seinen Teamgefährten Walfried Winkler aus Chemnitz durchsetzte. Am 1. Juli in Schleiz musste er Winkler den Vortritt lassen. Ein zu später Tankstopp hatte seine Siegchancen zunichtegemacht.
Insgesamt brachte es Henkelmann in seiner Laufbahn auf 110 Siege bei Zuverlässigkeitsfahrten, Bergrennen, Bahnrennen und Straßenrennen – verglichen mit der kurzen Spanne seiner Rennaktivität eine überragende Leistung.

### Erfolgsfaktoren
Henkelmann war von kleiner Statur und leichtem Gewicht, was insbesondere in den kleinen Hubraumklassen entscheidend sein konnte. Er bereitete als Mechaniker seine der Serie entstammenden Motorräder akribisch vor und verschaffte ihnen häufig deutliche Mehrleistung, jedoch ohne die Zuverlässigkeit zu gefährden.

### Tödlicher Unfall
Willi Henkelmann verstarb am Montag, 2. Juli 1928, dem Jahrestag seines EM-Titels, im Alter von 29 Jahren. Über die Umstände seines Todes gibt es verschiedene Angaben. Die Wanne-Eickeler Zeitung berichtete, Henkelmann sei nach dem Rennen auf der Ehrenrunde tödlich gestürzt. Kurz darauf vermeldete sie, dass der Rennfahrer, der sich nach seinem Rennen noch als Zuschauer an der Strecke aufgehalten hatte, von einem anderen Fahrzeug erfasst und getötet wurde. Später zitiert die Zeitung ein Telegramm, nach dem er beim Zusammenstoß mit einem Polizeifahrzeug getötet wurde.
Mehrere Quellen belegen jedoch andere Todesumstände – dass Willi Henkelmann bei einem Verkehrsunfall auf der Rückfahrt aus Schleiz tödlich verunglückte. Henkelmann prallte nach dem Rennen mit seiner Rennmaschine, mit der er – wie zur damaligen Zeit vollkommen üblich – den Heimweg angetreten hatte, auf einem Verbindungsweg in der Nähe des Schleizer Dreiecks gegen einen Telegrafenmast. Der Aufprall war so stark, dass er etwa 15 Meter entfernt vom Mast im Straßengraben aufgefunden wurde. Henkelmann hatte sich u. a. einen Schädel- und einen Oberschenkelbruch zugezogen und wurde ins Krankenhaus nach Schleiz gebracht, wo er laut Sterbeeintrag des Schleizer Standesamtes am 2. Juli 1928 um 7:30 Uhr seinen schweren Verletzungen erlag. Sebastian Profittlich, über dessen Café der Europameister wohnte, notierte auf der Rückseite eines Henkelmann-Fotos: „verunglückt beim Überholversuch auf der Rückfahrt von Schleiz, doppelter Schädelbruch, im Feld gefunden“.
Willi Henkelmann wurde auf dem Zentralfriedhof Münster beigesetzt.

## Statistik

### Erfolge
- 1927 – 175-cm³-Europameister auf DKW

### Rennsiege
(gefärbter Hintergrund = Europameisterschaftslauf)
| Jahr | Klasse  | Maschine | Rennen                       | Strecke           |
| ---- | ------- | -------- | ---------------------------- | ----------------- |
| 1927 | 175 cm³ | DKW      | Schleizer Dreieckrennen      | Schleizer Dreieck |
| 1927 | 175 cm³ | DKW      | Großer Preis von Deutschland | Nürburgring       |
| 1928 | 250 cm³ | DKW      | AVUS-Rennen                  | AVUS              |

## Verweise